# Spitsendijk
Spitsendijk (Fries: Spitsendyk) is een buurtschap in de gemeente Heerenveen, in de Nederlandse provincie Friesland.
De buurtschap ligt ten oosten van Haskerdijken, ten noordwesten van Luinjeberd en ten noorden van Terband. De buurtschap kent eigenlijk twee kernen die apart van elkaar zijn ontstaan. De plaatsnaam komt van de dijk die vanuit Luinjeberd naar het noorden liep, deel van de weg heet Bornego. Deze dijk werd later doorbroken door de Nieuwe vaart. Hierin kwam een brug te liggen en daar rondom ontstond bewoning waardoor een nieuwe nederzetting ontstond.
De tweede kern ligt bij Haskerdijken in het 'Kleine Schar'. Deze tweede kern was eigenlijk onderdeel van het dorp zelf maar wegens de losse ligging en het feit dat er meer bewoning kwam tussen de twee kernen, is men het in de 20ste eeuw bij de buurtschap Spitsendijk gaan rekenen. Later werd dit nog versterkt door de aanleg van A32, die het ook visueel scheidt van Haskerdijken. Zo beschouwt men de hele bewoning vanaf de kern ten oosten van Rijksweg 32 tot en met de kruising met de Bornego en Hooilanden (de eerste huizen aan die wegen bij de kruising) als Spitsendijk.
De bewoning ligt qua adressering verdeeld over Haskerdijken, Terband en Luinjeberd. De hoofdweg heet de H.B. Jonkerweg. In de A32 bevindt zich een tunnel waardoor de weg Spitsendijk loopt. Deze tunnel verbindt het ook met het dorp Haskerdijken.
Dorpen: Akkrum · Bontebok · De Knipe · Gersloot · Gersloot-Polder · Haskerdijken · Heerenveen · Hoornsterzwaag · Jubbega · Katlijk · Luinjeberd · Mildam · Nes · Nieuwebrug · Nieuwehorne · Nieuweschoot · Oldeboorn · Oranjewoud · Oudehorne · Oudeschoot · Terband · Tjalleberd

Buurtschappen: Anneburen · Birstum · Brongerga · Henshuizen · Meskenwier · Oosterboorn · Oude Schouw (deels) · Pean · Poppenhuizen · Schurega · Sorremorre · Spitsendijk · Sythuizen · Warniahuizen · Welgelegen (deels)

Friesland: Steden en dorpen      Nederland: Provincies · Gemeenten